# Krimhilda
A Krimhilda germán eredetű női név, jelentése álarc, sisak + harc.

## Rokon nevek
Ildikó, Hilda, Ilda

## Gyakorisága
Az 1990-es években szórványos név, a 2000-es években nem szerepel a 100 leggyakoribb női név között.

## Névnapok
- november 17.

## Híres Krimhildák
- Krimhilda (Ildikó) Attila hun király felesége